# Калв
Калв (њем. Calw) град је у њемачкој савезној држави Баден-Виртемберг. Једно је од 25 општинских средишта округа Калв. Према процјени из 2010. у граду је живјело 23.401 становника. Посједује регионалну шифру (AGS) 8235085.

## Географски и демографски подаци
Калв се налази у савезној држави Баден-Виртемберг у округу Калв. Град се налази на надморској висини од 347 метара. Површина општине износи 59,9 km². У самом граду је, према процјени из 2010. године, живјело 23.401 становника. Просјечна густина становништва износи 391 становника/km².

## Међународна сарадња
| Мјесто | Држава  | Врста сарадње | Од    |
| ------ | ------- | ------------- | ----- |
| Лач    | Италија | партнерство   | 1957. |
| Извор  |         |               |       |